# Frans Jansen
Frans Jansen (26 september 1965) is een Nederlands voormalig voetballer die uitkwam voor HFC Haarlem. Hij speelde als aanvaller.